# Фут, Лидия
Лидия Фут (англ. Lydia Foote), урождённая Лидия Элис Легг (англ. Lydia Alice Legg, 1843 — 1892) — британская актриса. С 1850-х по 1880-е годы она играла ведущие роли, в том числе в театре «Лицеум», театре «Олимпик», театре принца Уэльского и театре «Адельфи». Она прославилась своими ролями в таких пьесах, как «Замёрзшая бездна» (1866) и «Каста» (1867).

## Биография
Фут родилась в Лондоне в семье Артура Веллингтона Легга, кузовостроителя, и Сары Джудит Легг (урождённой Говард). Её тётей по материнской линии была известная актриса Мэри Энн Кили. Поскольку Фут происходила из состоявшейся и успешной актёрской семьи, она пользовалась уважением, которого обычно не удостаивались актрисы той эпохи, поскольку их профессия считалась признаком сексуальной распущенности.
Фут играла ведущие роли с 1850-х по 1880-е годы. Она дебютировала в Лондоне в театре «Лицеум» в 1852 году в юношеской роли Эдварда в пьесе «Цепь событий» Чарльза Мэтьюза и Слингсби Лоуренса. Около 1859 года она сыграла Амантис в пьесе Элизабет Инчбальд «Дитя природы». В 1863–1866 годах, после выступлений в Лондоне, Манчестере и других местах, она была приглашена в театр «Олимпик», где впервые появилась в спектакле «Человек с билетом на отпуск» в роли Мэй Эдвардс. В этой пьесе Фут исполнила песню, которая была опубликована под названием «Песня, которую пела Лидия Фут». В 1864 году она сыграла роль Энид в экранизации романа Тома Тэйлора «Скрытая рука», а в следующем году сыграла ещё одну роль, мисс Харгрейв, в пьесе Тэйлора «День успокоения». Она также играла Марию в «Двенадцатой ночи». В 1866 году она получила тёплые отзывы за роль Клары в «Замёрзшей бездне» Уилки Коллинза. 

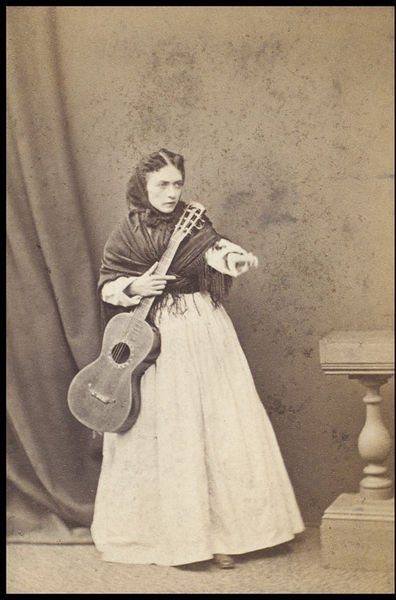
Фут в спектакле «Человек с билетом на отпуск»

В Национальном биографическом словаре её «великим триумфом» называют исполнение роли Эстер в пьесе Т. У. Робертсона «Каста» в Театре принца Уэльского в 1867 году. Она продолжала регулярно выступать в театрах Вест-Энда, в том числе в ролях леди Селины в пьесе «Как она его любит» Дайона Бусико и Аманды в «Игре» Робертсона (1868). В пьесе Г. Дж. Байрона «Удар за ударом» она сыграла сестёр-близнецов, а в его же пьесе «Минни» сыграла главную роль. Она также сыграла главную роль в пьесе Робертсона «Прогресс». Позднее она исполнила множество ролей в театре Адельфи, в том числе роль Смайк в сценической версии «Николаса Никльби» (1875). Она исполнила роли Анны в «Данишевых», адаптированных лордом Ньюри (1877), и Мидж в «Спасённых» Бусико (1879) и другие.
Фут умерла в Бродстерсе от рака в 1892 году и была похоронена на кладбище Кенсал-Грин.